# Bernat Abellar
Bernat Abellar (Principat de Catalunya, segle xv - Santes Creus, 1466) fou un religiós català que va ser abat de Santes Creus (1457-66). Calixt III li encomanà delicades missions pontifícies. Enriquí el monestir amb nombrosos privilegis obtinguts principalment de Roma, però també del rei Joan II el Sense Fe. Li ha estat atribuïda una adhesió a Carles de Viana que la veritat històrica no confirma.